# La 2 Noticias
La 2 Noticias est un journal télévisé espagnol de La 2 de TVE diffusé entre le 7 novembre 1994 et le 12 mars 2020.

## Contenu
L’émission s’éloigne des journaux télévisées classiques, réduisant au maximum les nouvelles de caractère politique, favorisant des informations d’intérêt humain, social, où en relation avec l’environnement.

## Histoire
L’émission, dont la durée était d’une demi-heure, était émis du lundi au vendredi en horaire nocturne. La première émission a eu lieu le 7 novembre 1994, fut dirigé par Fran Llorente et animée par Lorenzo Milá pendant près de dix ans, jusqu'à 2003 quand il fut nommé présentateur du Telediario de soirée, à 21h sur TVE(1). En 2009, il quitte la rédaction du Telediario pour un poste de correspondent à Washington. 
Dès ce moment, Llorente a pris le relais jusqu’en 2004, quand il fut promu à la direction des informatives de la chaîne.
Pendant quelques mois, l’émission fut conduite par Beatriz Ariño, puis Cristina Villanueva, qui a animé l’émission de 2004 à 2006. Depuis ce moment, c’est la journaliste Mara Torres qui dirige et anime le journal.
Le journal dure 30 minutes et sa diffusion a lieu du lundi au jeudi vers 0h15.
Depuis le 12 mars 2020, le journal télévisé a cessé d'être diffusé en raison de la pandémie de COVID-19.

## Déroulement de l'émission
Le début du journal commence toujours avec la nouvelle la plus importante de la journée, totalement informative et avec grande influence dans la société. L’utilisation de phrases courtes et simples lui donne du rythme à la locution qui par ailleurs est lente.
Les nouvelles ont une durée d’un minute et demi, voire deux, même plus. Dans la section des sports, le rythme est plus modéré mais en aucun cas elles dépassent les trois minutes.
Le contenu de La 2 Noticias est tout sauf répétitif. Une des caractéristiques de ce journal est qu’il informe d’une façon tout à fait différente de celle des autres chaînes généralistes du pays. Ce sont des nouvelles de thèmes minoritaires dans certains cas, et dans autres d’intérêt général, mais abordées d’un point de vue différent.
La 2 Noticias est un journal qui aborde tout type de nouvelles. Il débute avec une section d’actualité, dont on peut voir des contenus de type politique, mais sans avoir une analyse politique. Après c’est la partie sociale qui est abordée, avec des reportages d’intérêt social. A la moitié de l’émission, le co-animateur fait le point des nouveautés du cinéma et de la culture, et en parle. Les expositions culturelles ont leur lieu dans cette section, de même que les interviews aux personnages de la culture. 
Leur format tout à fait différent des journaux télévisés classiques leur a valu la reconnaissance du public, ainsi que plusieurs prix.